# Friedrich Wilhelm Ludwig Kraenzlin
Friedrich "Fritz" Wilhelm Ludwig Kraenzlin, född 25 juli 1847 i Magdeburg, död 9 mars 1934 i Krüssau, var en tysk botaniker som forskade om orkidéer, främst i Sydafrika. Hans herbarium finns på Natural History Museum i London.
Auktorsnamnet Kraenzl. kan användas för Friedrich Wilhelm Ludwig Kraenzlin i samband med ett vetenskapligt namn inom botaniken; se Wikipediaartiklar som länkar till auktorsnamnet.